# Rizonne
Die Rizonne ist ein Fluss in Frankreich, der überwiegend im Département Dordogne in der Region Nouvelle-Aquitaine verläuft. Sie entspringt an der Gemeindegrenze von Saint-Vincent-de-Connezac und Siorac-de-Ribérac, entwässert generell in Richtung West bis Nordwest und mündet nach rund 27 km im Gemeindegebiet von Saint-Aulaye als linker Nebenfluss in die Dronne. Knapp vor der Mündung berührt die Rizonne auf einer Länge von wenigen Metern das benachbarte Département Charente.

## Orte am Fluss
- Ponteyraud
- Saint-Vincent-Jalmoutiers
- Saint-Aulaye

## Sehenswürdigkeiten
- Das Tal der Rizonne gehört zum Natura 2000-Schutzgebiet Vallées de la Double, das unter der Nummer FR7200671 registriert ist.